# Stylochus ellipticus
Stylochus ellipticus är en plattmaskart. Stylochus ellipticus ingår i släktet Stylochus och familjen Stylochidae. Inga underarter finns listade i Catalogue of Life.